# 1208 Troilus
1208 Troilus (1931 YA) là một Trojan của Sao Mộc được phát hiện ngày 31 tháng 12 năm 1931 bởi K. Reinmuth ở Heidelberg.